# Let L-13 Blaník
Let L-13 Blaník – dwumiejscowy czechosłowacki szybowiec szkolno-treningowy o konstrukcji metalowej.

## Historia
W 1954 r. inż. Karel Dlouhý zebrał zespół konstruktorów, który przystąpił do opracowania nowego szybowca. W jego skład wszedł inż. Heindl, technicy: J. Linhart, V. Povondra oraz K. Semrád. Współpracowali z nimi aerodynamicy dr inż. J. Hošek i inż. J. Veselý oraz obliczeniowiec inż. J. Hlava. Tworzenie dokumentacji zakończono w 1956. Zbudowano dwa prototypy oznaczone jako XL-13, pierwszy został zarejestrowany ze znakami OK-6201 i oblatany w marcu 1956. Większość elementów konstrukcyjnych nowej maszyny powstała w pracowni prototypowej Aero w Wysoczanach obok której znajduje się wzgórze nazywane Blaník. Prawdopodobnie to wzgórze stało się nazwą szybowca.
W 1956 r. w seryjnych szybowcach dodano na końcu skrzydeł kroplowe osłony. Była to modyfikacja opracowana dla egzemplarza biorącego udział w Szybowcowych Mistrzostwach Świata w Saint-Yan. Produkcję seryjną uruchomiono w 1958 r. w zakładach w Kunowicach i zakończono ją w 1979 r. po wyprodukowaniu 2616 egzemplarzy. Jeden z nich trafił w 1960 r. do Polski. Po zarejestrowaniu go ze znakami SP-1795 wykonano na nim w Szybowcowym Zakładzie Doświadczalnym szereg lotów testowych. Po ich zakończeniu maszyna została sprzedana do Austrii, później trafiła do Niemiec. Polscy piloci sportowi korzystali z tych maszyn podczas imprez zagranicznych. W 1959 r. Jerzy Popiel na Szybowcowych Mistrzostwach Czechosłowacji w Vrchlabí na Blaniku zajął trzecie miejsce.
Szybowiec był eksportowany do 40. krajów. Część z nich trafiła do USA, gdzie wykorzystano je w szkoleniu pilotów w Akademii Sił Powietrznych Stanów Zjednoczonych. Latały tam jako TG-10. 1289 szybowców dostarczono do ZSRR, w dalszym ciągu są eksploatowane w aeroklubach Rosji.

## Konstrukcja
Dwumiejscowy szybowiec szkolno-treningowy w okładzie górnopłatu o konstrukcji metalowej.
Kadłub o przekroju owalnym, w przedniej części mieści dwuosobową kabinę załogi. Miejsca załogi są osłonięte nieruchomym wiatrochronem i jednoczęściową osłoną otwieraną na prawą stronę. Usterzenie wolnonośne, krzyżowe, statecznik poziomy z dodatnim skosem 5° składany do transportu. Skrzydła o ujemnym skosie 5°. U nasady mają profil NACA 623A-615, a na końcu NACA 623A-618. Są wyposażone w hamulce aerodynamiczne, klapy typu Flower i lotki. Podwozie jednotorowe z przednim amortyzatorem, częściowo chowanym kółkiem głównym o amortyzacji hydrauliczno-powietrznej i amortyzowanej płozy ogonowej. 